# Czech Airlines Technics
Czech Airlines Technics a.s. (zkratka CSAT) je česká firma nabízející služby v letectví, především údržbu letadel. Byla založena v roce 2010 jako dceřiná společnost Českých aerolinií, v dubnu 2012 ji ale získal Český Aeroholding. Sídlí na Letišti Václava Havla v Praze, údržba probíhá ve zdejších hangárech. Začátky této firmy sahají do 30. let 20. století. Zaměstnává přibližně 700 lidí. Zaměřuje se zejména na opravy a údržbu letadel a letecké techniky na úrovni těžké údržby, traťové údržby, údržby letadlových celků, podpory provozovatelů a údržby letadlových podvozků.
CSAT působí v hangárech F a S pražského letiště. Hangár F má šest stojánek, CSAT disponuje pěti linkami mechaniků pro těžkou údržbu. Sousední hangár S slouží pro lehkou údržbu.
Jako první v kontinentální Evropě CSAT přidali Boeingu 737NG modifikaci tzv. Split Scimitar Winglets, což jsou nové úspornější winglety.

## Služby

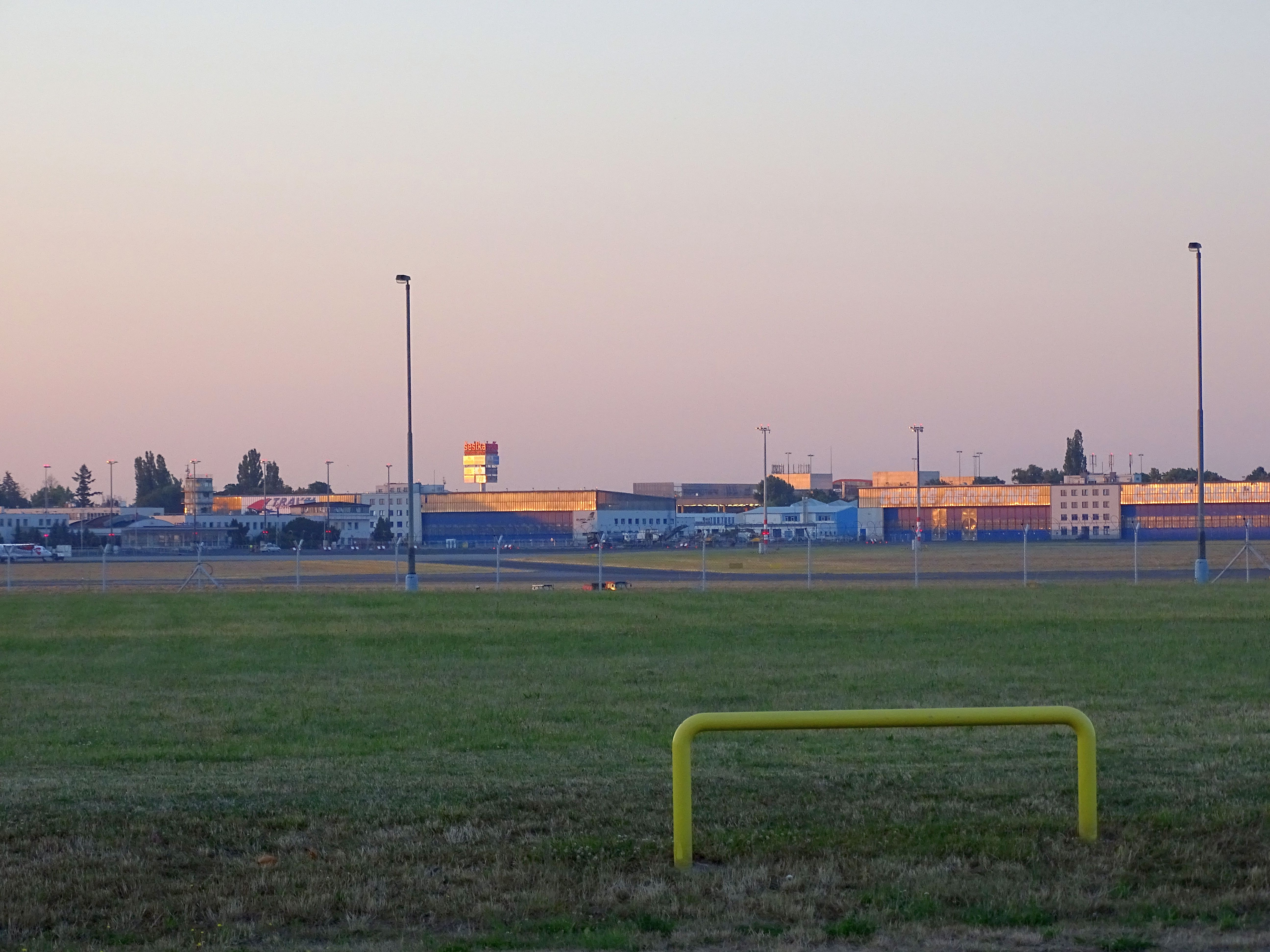
Hangáry na Letišti Václava Havla v Praze

Těžká údržba:
- Boeing 737
- Airbus A320
- ATR 42/72

Traťová údržba:
- Airbus A320 (vč. neo)[6]
- Airbus A330
- ATR 42/72
- Boeing 737 (vč. MAX)
- Boeing 757
- Boeing 767
- Boeing 777
- Embraer E-Jet

## Klienti

### Těžká údržba

#### Současní
Služeb CSAT využívají pro těžké údržby následující společnosti (2018):
- Air France Group; Transavia, Transavia France (smlouva od 2017 do 2026) (generální opravy podvozků Boeingů 737 NG)[7]
- Air Madagascar (podvozky; smlouva do roku 2022)
- Atran (generální opravy podvozků Boeingů 737, do roku 2022)
- České aerolinie (smlouva do 2019)[8]
- Finnair[9]
- Neos[7]
- Primera Air Nordic (podvozky; od 2022)[10]
- Transavia[5]
- Travel Service (smlouva do 2022)[11]
- Vzdušné síly Armády České republiky

#### Bývalí
V minulosti využívaly služeb těžké údržby u CSAT následující společnosti, to však nevylučuje, že stále nevyužívají traťové služby.
- Air Berlin (? až 2017)
- Germania (smlouva do 2021, společnost zkrachovala)[12]